# Mohaly
Mohaly románul: Măhal, falu Romániában, Erdélyben, Kolozs megyében.

## Fekvése
Szamosújvártól délkeletre, Széktől északkeletre, Kékesvásárhely és Nagydevecser közt fekvő település.

## Népessége
| Lakosok száma | 413  | 104  | 65   |
|               | 1910 | 2011 | 2021 |

## Története
Mohaly Árpád-kori település. Nevét már 1173-1196 között III. Béla király idejében, majd 1230-ban is említették az oklevelekben p. Mohal néven. III. Béla király ezt a Mohai birtokot - Görögországban szerzett vitézi érdemeikért - Lob-nak és testvérének Tamásnak, a gróf Wass család őseinek adományozta. Lob-ról a birtok fiára Csomára (Chama) szállt, akit  1230-ban IV. Béla király ugyancsak megerősített birtokában. Csoma után Jakabra, utána pedig Mihály, Miklós, Tamás és Jakab nevű fiainak jutott, 1357-ben pedig egyedüli birtokosa Miklós lett, aki már állandóan a Vas nevet használta, és 1357-ben Mohaj határait is megjáratta, majd 1362-ben a Wass nemzetség osztálylevele szerint Mohajt a nemzetség két tagja: Emichtfi János fiai Aczél János, Tamás, Dezső, Lőrincz, ifj. Wass Miklós, Vörös Péter és Wass László fia Simon közt 7 részre osztották fel.
1366-ban lakói nagyrészt románok lehettek, ami abból következtethető, hogy I. Lajos király Wass Dezsőnek a Mohalyból járó juhötvenedet - amit kizárólag románok fizettek - elegendte, egy másik ez évi oklevélben pedig ugyancsak oláh kenézeket és vajdákat emlittettek.
1368-ban Lajos király Wass Miklós fiait Dezsőt, Pétert, Istvánt, Pált és Tamás fiát Jánost Mohaly birtokában megerősiti. 1461-ben Mohali, máskép Lekewsy Tamás a Wass fiai birják. 1464-ben szentgotthárdi Wass Vid fia István részét vasasszentiváni Wass Lászlónak veti zálogba. 1469-ben  itteni birtokosok: szentgotthárdi Wass Vid fiai: László, István, Pál, János és Zsigmond voltak.
1492-ben Mohalyt Bálványosvár tartozékai között említették.
1694-ben a település birtokosa a Wass család, és 1820-ban ugyancsak e családé: ekkor gr. Wass Miklós és gr. Wass Samu özvegye volt Mohaly birtokosa.
A trianoni békeszerződés előtt Szolnok-Doboka vármegye Kékesi járásához tartozott.
1910-ben 413 lakosából 5 magyar, 389 román volt. Ebből 400 görögkatolikus, 4 izraelita volt.

## Források

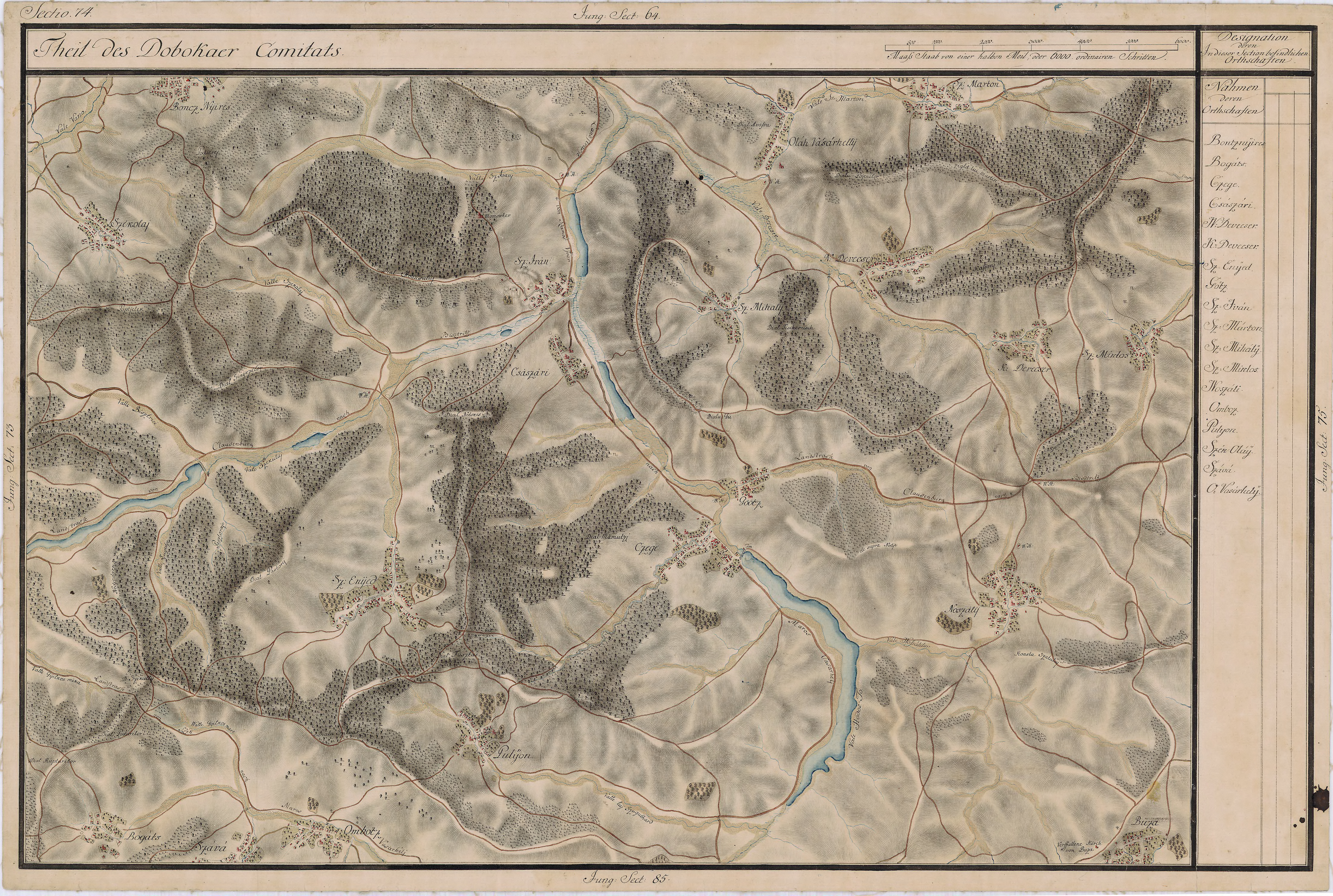
Mohaly egy régi, az 1700-as évekből való térképen

## Galéria

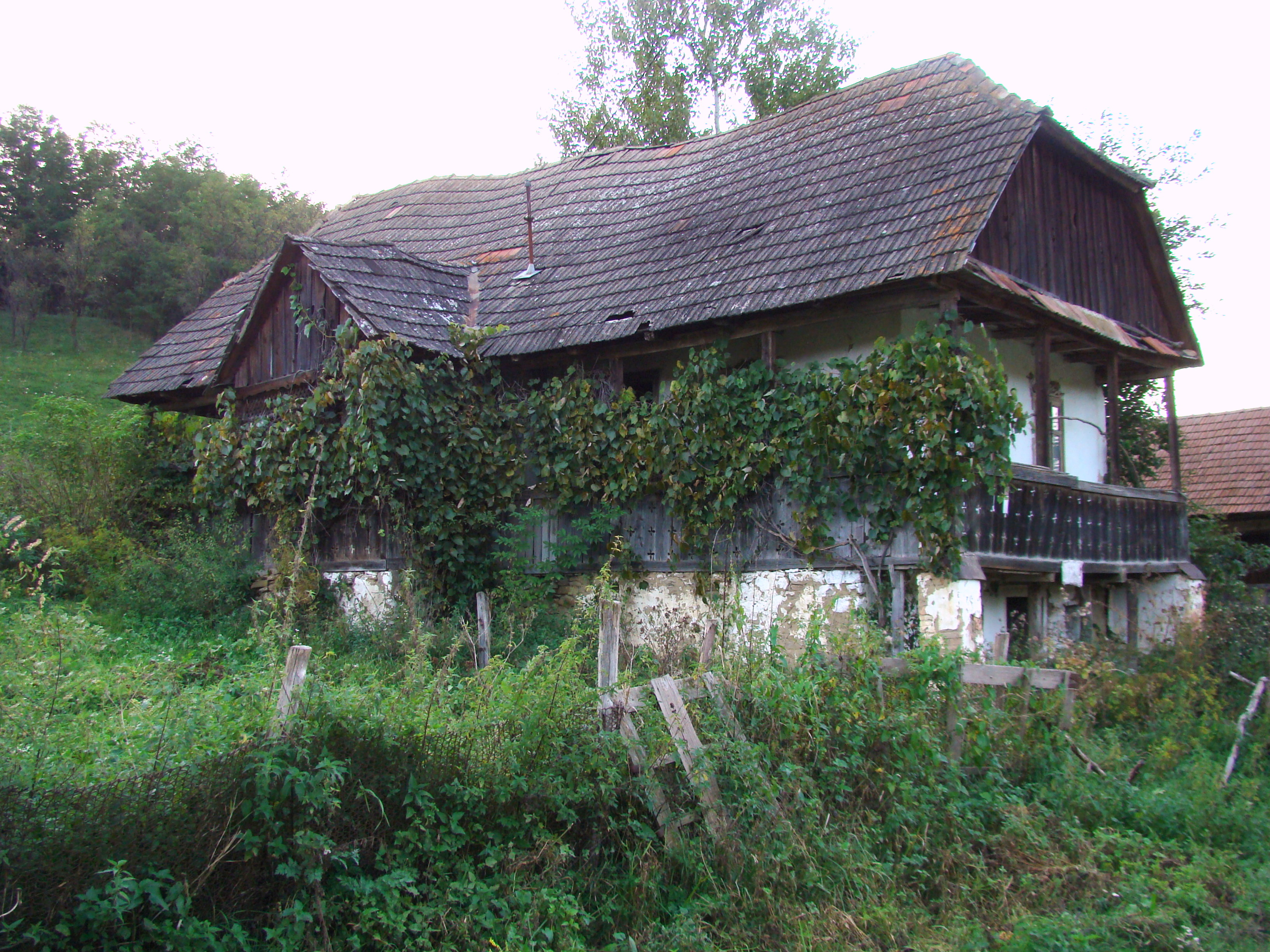
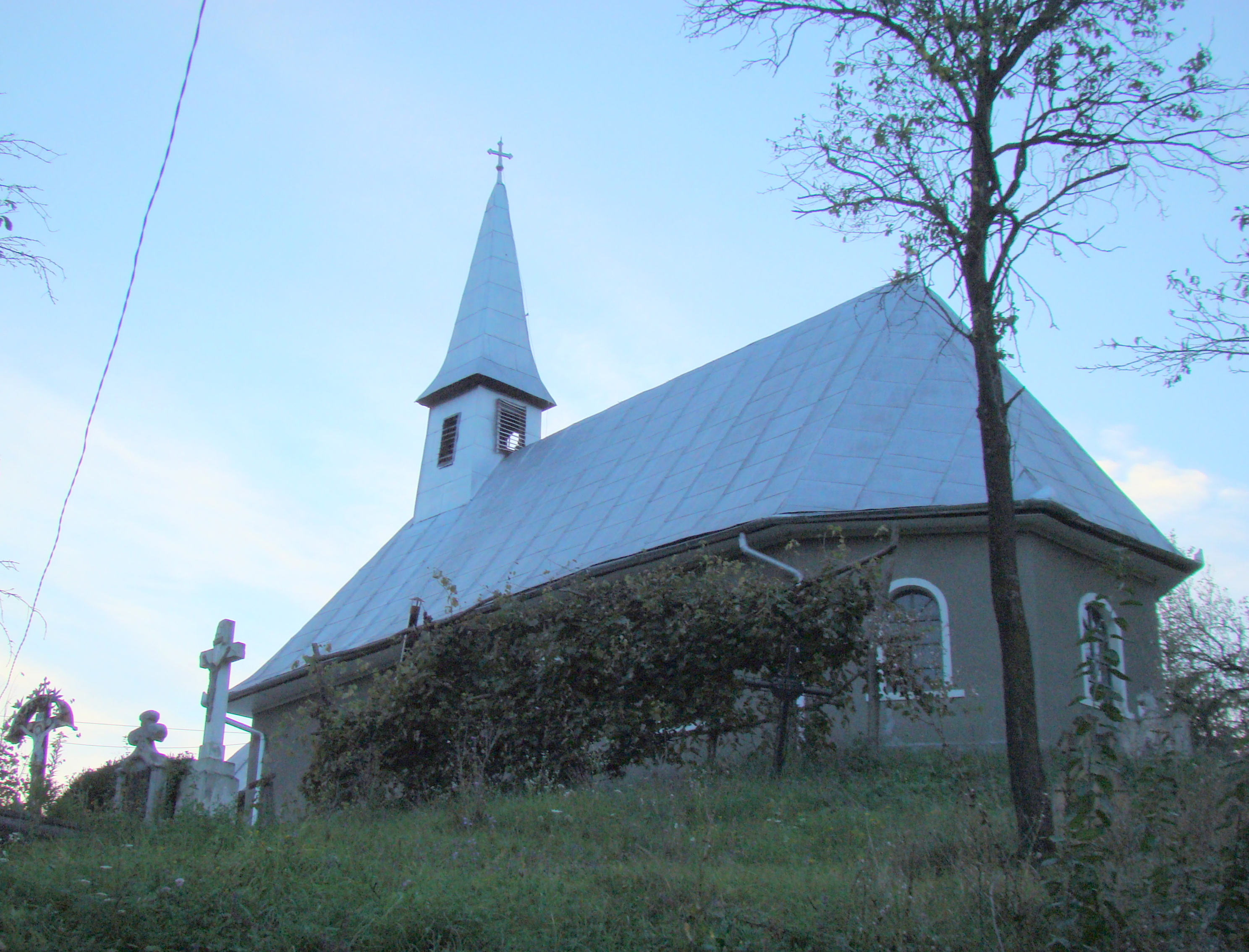
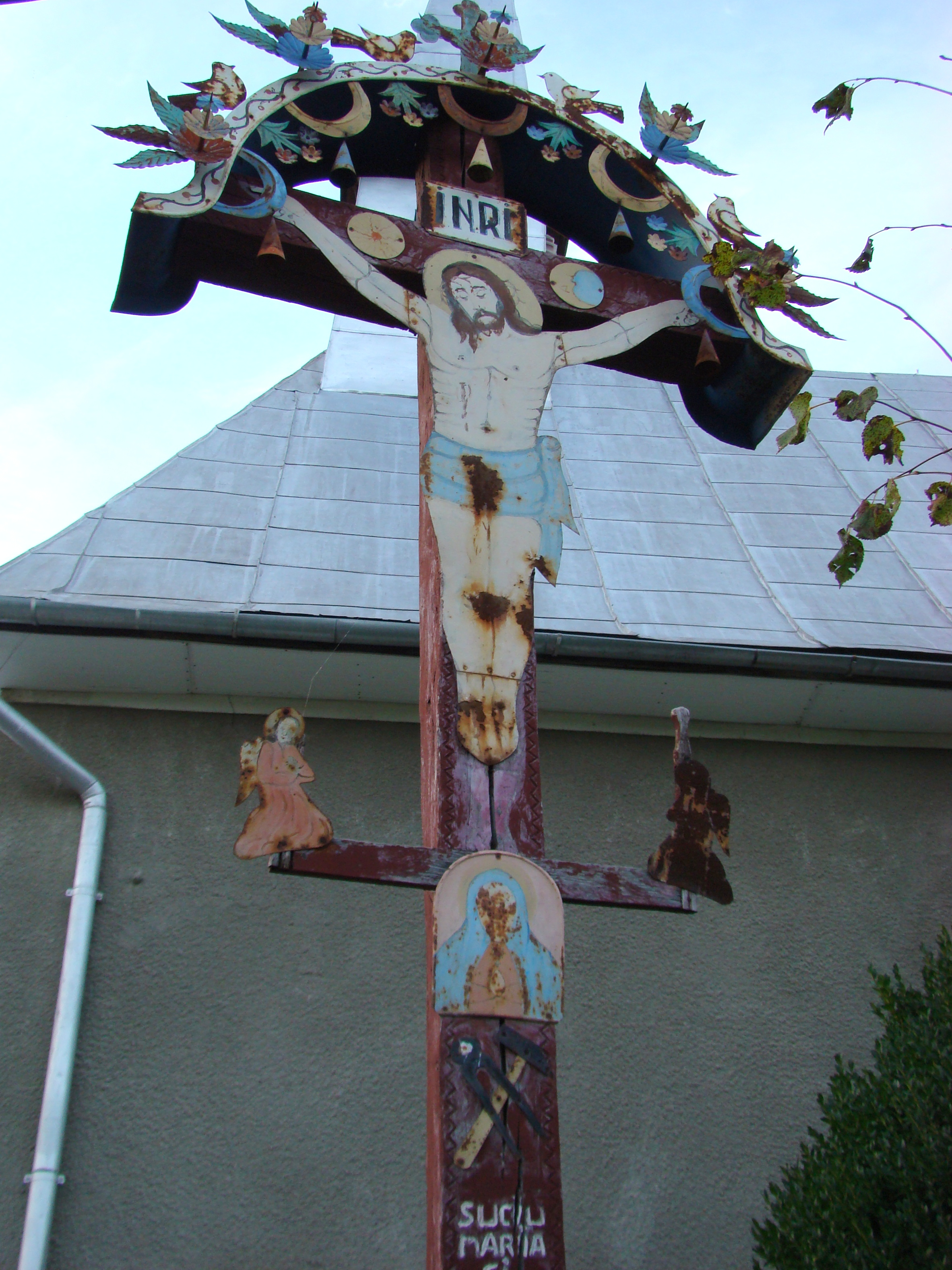
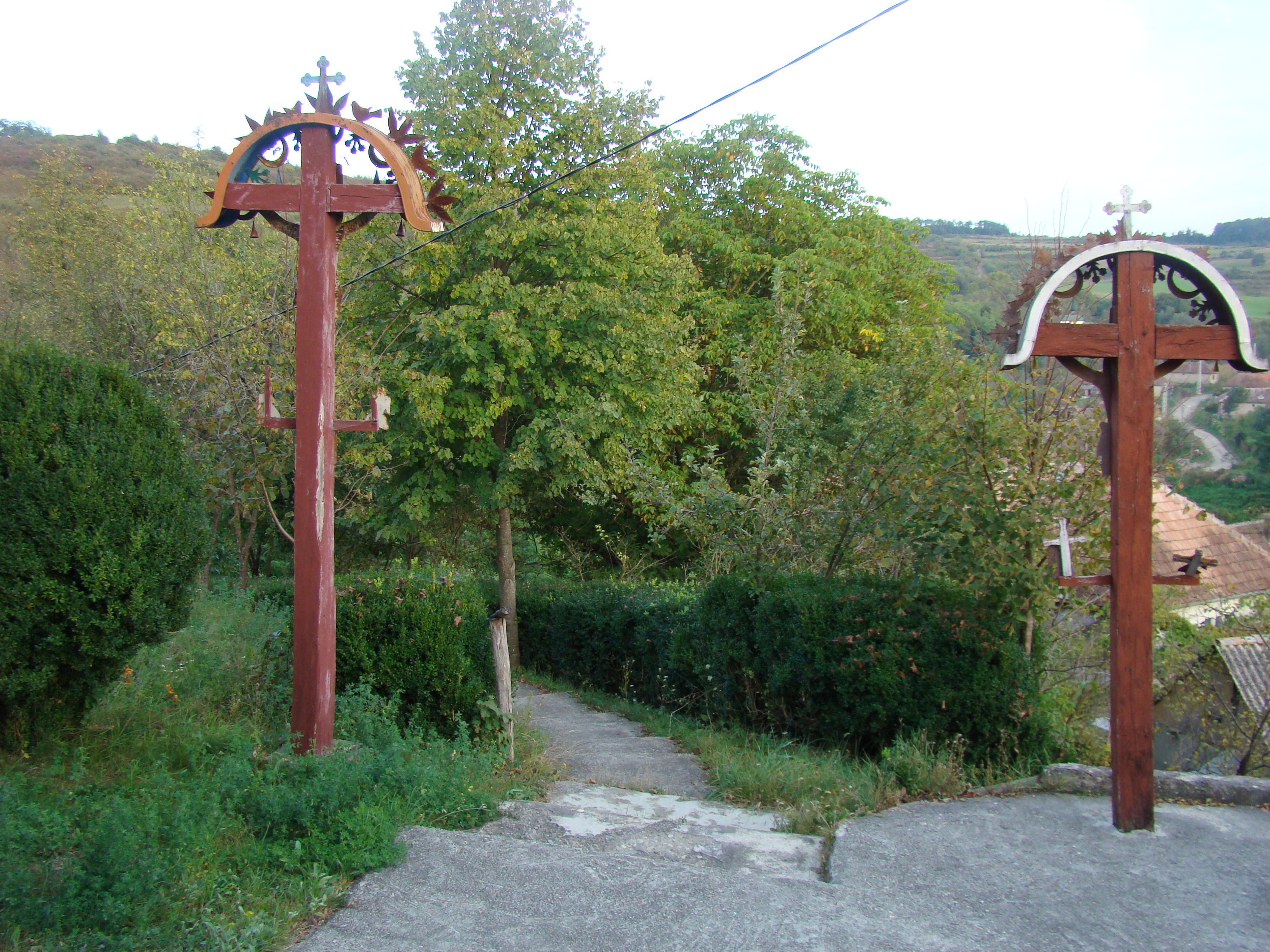
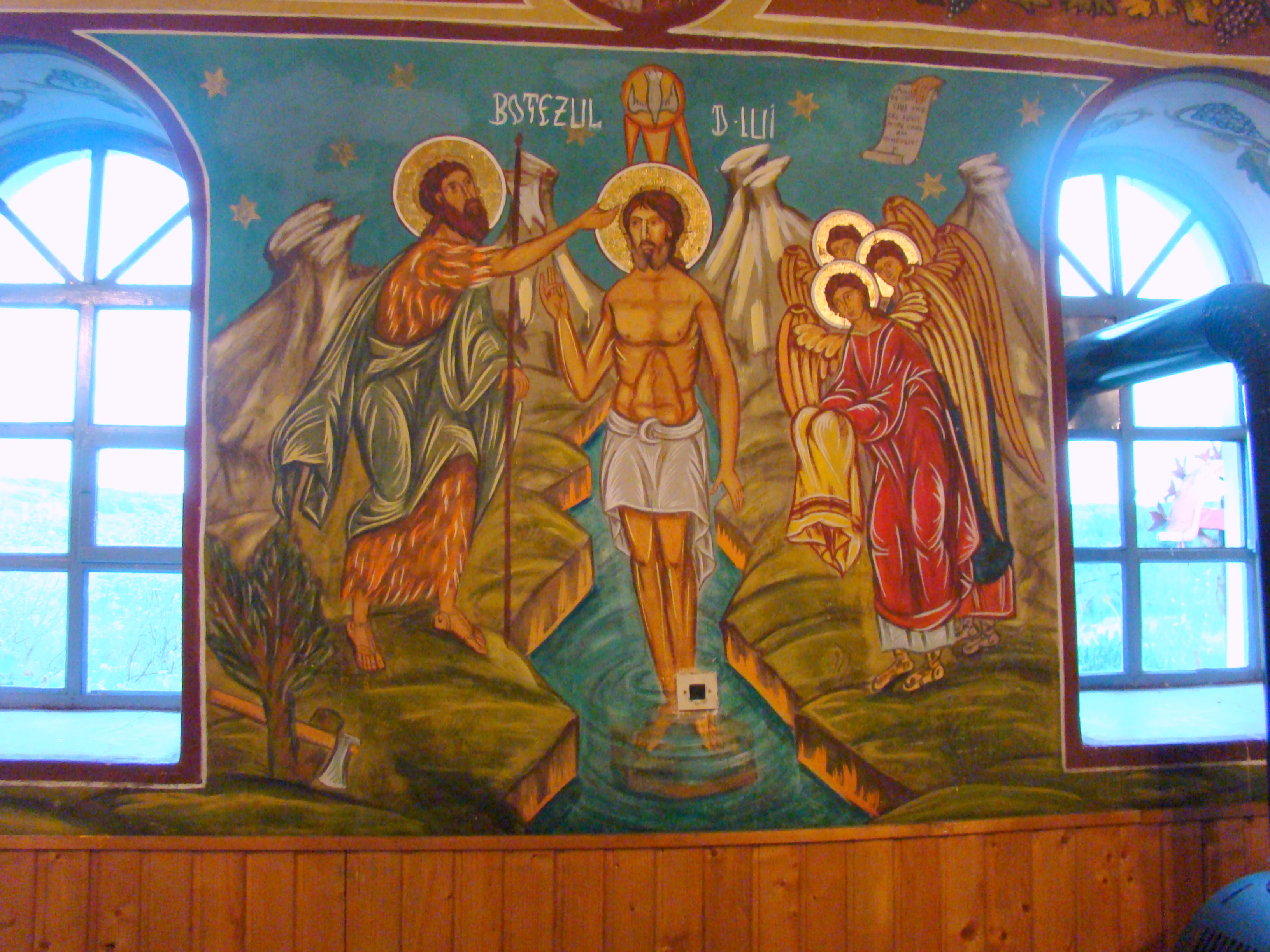
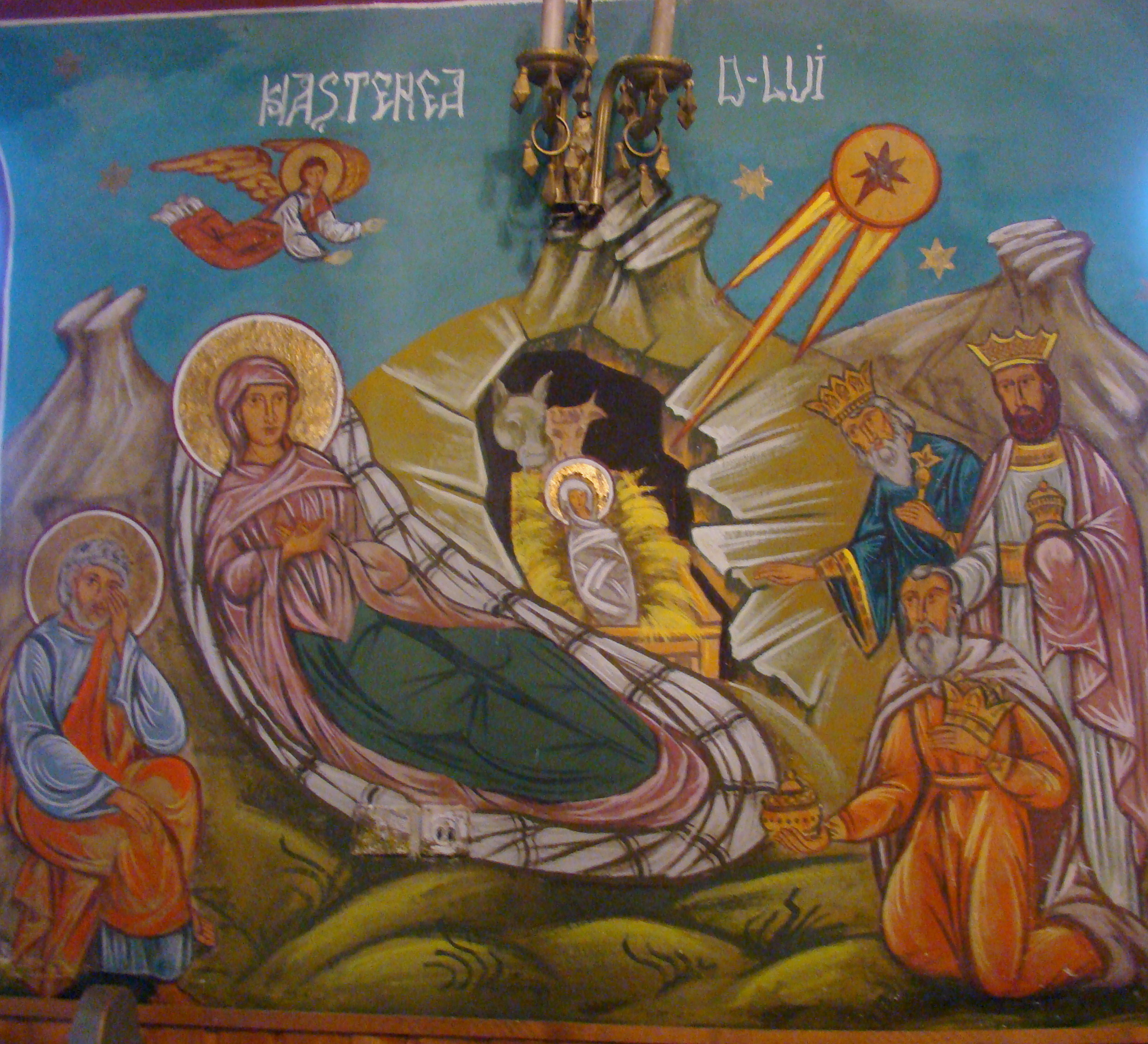
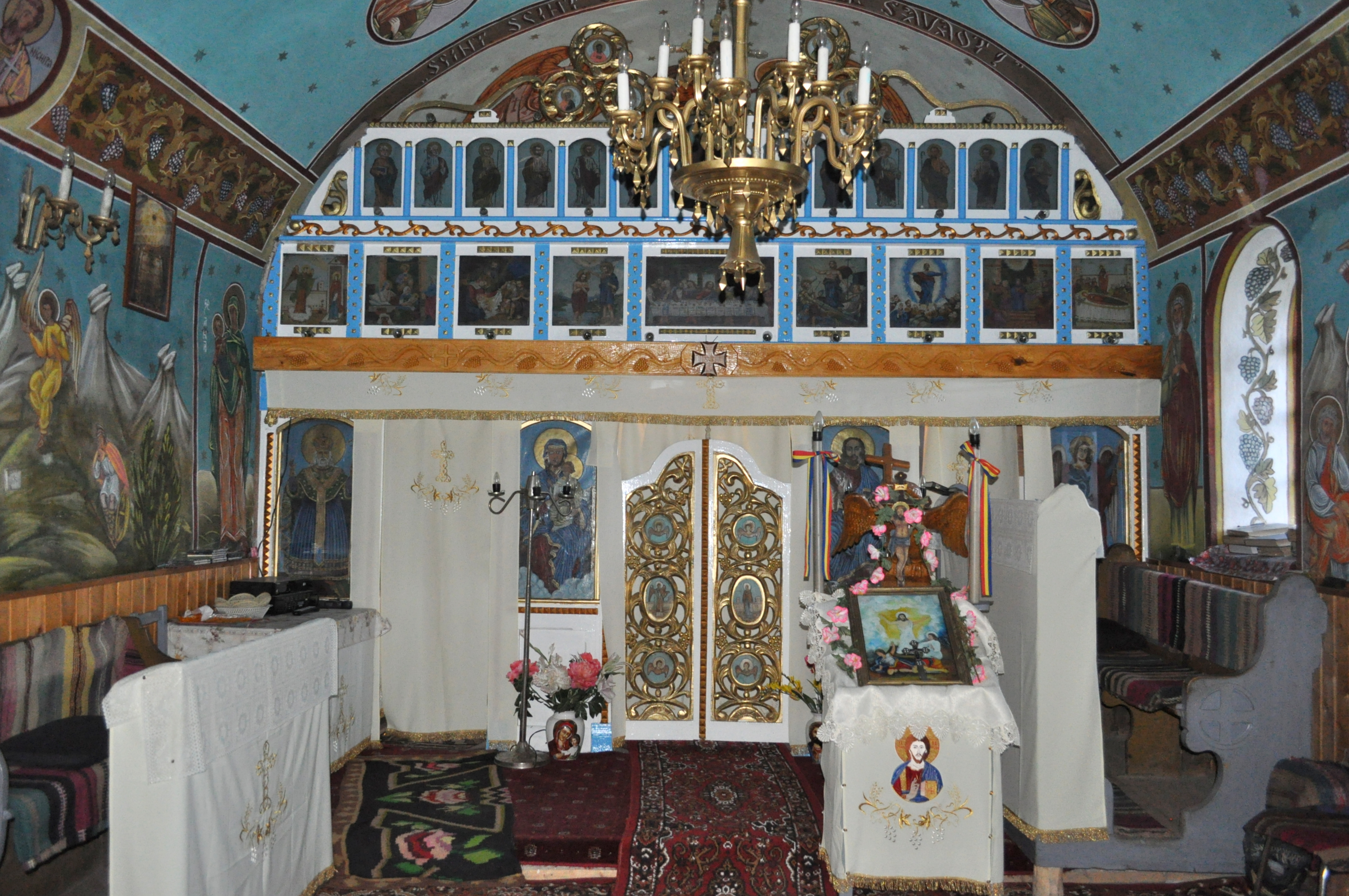
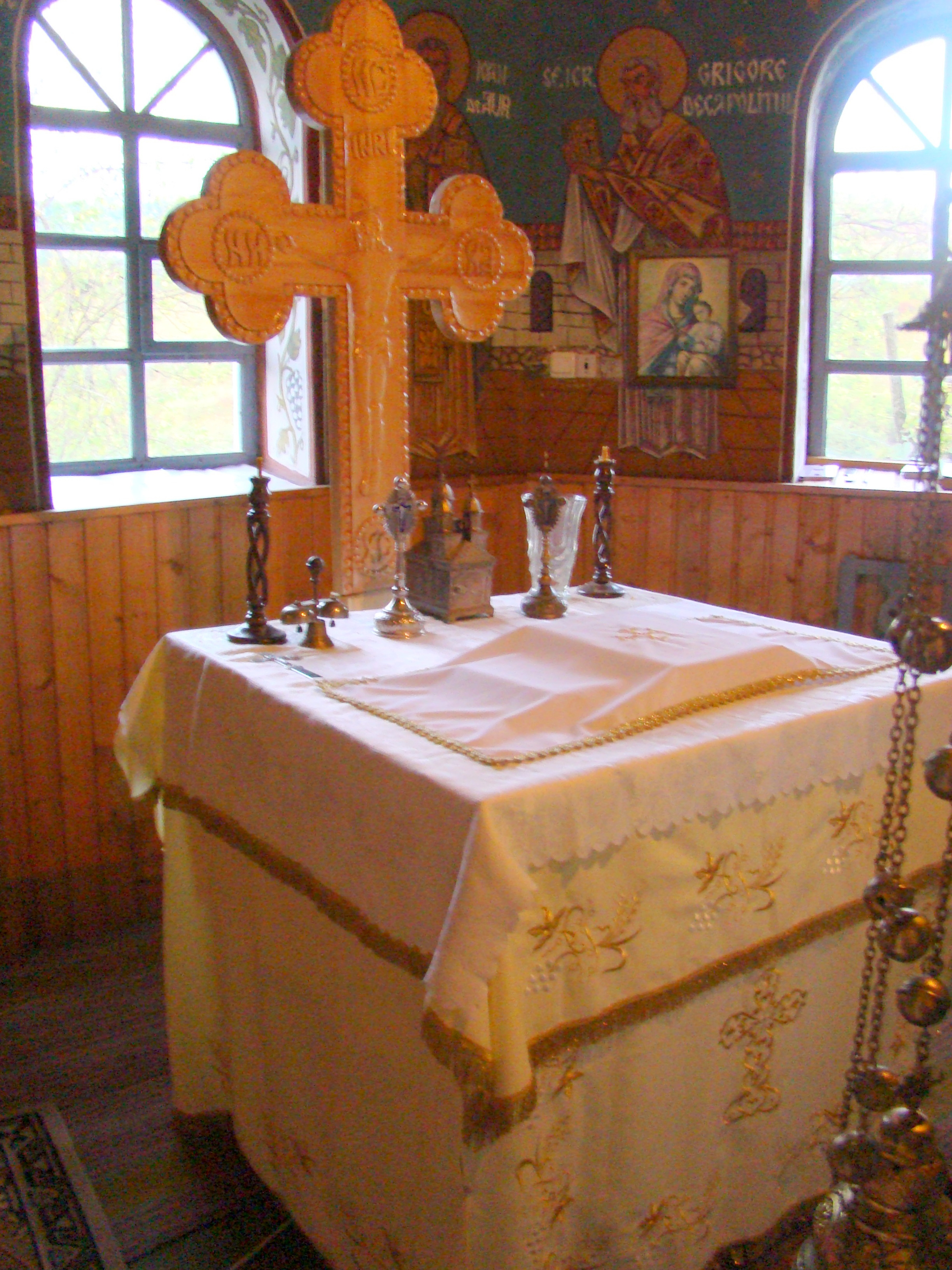